# Metal Galaxy
 (juin 2023).
La mise en forme du texte ne suit pas les recommandations de Wikipédia : il faut le « wikifier ».
Les points d'amélioration suivants sont les cas les plus fréquents. Le détail des points à revoir est peut-être précisé sur la page de discussion.
- Les titres sont pré-formatés par le logiciel. Ils ne sont ni en capitales, ni en gras.
- Le texte ne doit pas être écrit en capitales (les noms de famille non plus), ni en gras, ni en italique, ni en « petit »…
- Le gras n'est utilisé que pour surligner le titre de l'article dans l'introduction, une seule fois.
- L'italique est rarement utilisé : mots en langue étrangère, titres d'œuvres, noms de bateaux, etc.
- Les citations ne sont pas en italique mais en corps de texte normal. Elles sont entourées par des guillemets français : « et ».
- Les listes à puces sont à éviter, des paragraphes rédigés étant largement préférés. Les tableaux sont à réserver à la présentation de données structurées (résultats, etc.).
- Les appels de note de bas de page (petits chiffres en exposant, introduits par l'outil «  Source ») sont à placer entre la fin de phrase et le point final[comme ça].
- Les liens internes (vers d'autres articles de Wikipédia) sont à choisir avec parcimonie. Créez des liens vers des articles approfondissant le sujet. Les termes génériques sans rapport avec le sujet sont à éviter, ainsi que les répétitions de liens vers un même terme.
- Les liens externes sont à placer uniquement dans une section « Liens externes », à la fin de l'article. Ces liens sont à choisir avec parcimonie suivant les règles définies. Si un lien sert de source à l'article, son insertion dans le texte est à faire par les notes de bas de page.
- La présentation des références doit suivre les conventions bibliographiques. Il est recommandé d'utiliser les modèles {{Ouvrage}}, {{Chapitre}}, {{Article}}, {{Lien web}} et/ou {{Bibliographie}}. Le mode d'édition visuel peut mettre en forme automatiquement les références.
- Insérer une infobox (cadre d'informations à droite) n'est pas obligatoire pour parachever la mise en page.

Pour une aide détaillée, merci de consulter Aide:Wikification.
Si vous pensez que ces points ont été résolus, vous pouvez retirer ce bandeau et améliorer la mise en forme d'un autre article.
Albums de Babymetal
Metal Resistance
(29 mars 2016) The Other One
(24 mars 2023)
Metal Galaxy est le troisième album studio du groupe de heavy metal japonais Babymetal. Il est sorti pour la première fois au Japon le 8 octobre 2019, suivi d'une sortie internationale le 11 octobre 2019.
L'album est sorti chez BMD Fox Records au Japon, en Europe sous earMusic et dans les autres pays sous Babymetal Records. Produit par le manager du groupe Kobametal, le disque est un album concept d'une "odyssée vers la galaxie du métal" et contient des éléments venant de différentes endroits du monde. C'est également le premier à contenir des featurings avec d'autres artistes, ainsi que leur premier album à ne pas plus avoir Yuimetal en tant que membre en raison de la mauvaise santé de cette dernière; le groupe s'est donc produit avec une danseuse de secours pour garder le trio d'origine.
Le groupe entame une tournée mondiale en septembre 2019, avec la participation d'Avatar et The Hu aux États-Unis et de Bring Me the Horizon au Japon.
Metal Galaxy a reçu des critiques généralement positives de la part des critiques de musique et a réussi à atteindre la troisième place du classement hebdomadaire Oricon avec des ventes de 73 096 unités la première semaine. Aux États-Unis, l'album a fait ses débuts au numéro 13 du classement Billboard 200, devenant l'album en langue japonaise le mieux classé de l'histoire. Cinq chansons de l'album sont sorties sous forme de singles numériques, avec Distortion, Starlight, Elevator Girl, Pa Pa Ya!! et BxMxC figurant dans le top 4 du classement Billboard World Digital Songs. L'album s'est vendu à 96 735 exemplaires au Japon en décembre 2019.

## Contexte et version
Le 1er avril 2019, trois ans après la sortie mondiale du deuxième album, Metal Resistance, le groupe a annoncé un troisième album avec une sortie prévue pour 2019 ainsi qu'une série de concerts qui s'intitulerait Babymetal Awakens : The Sun Also Rises. et Babymetal Arises: Beyond the Moon - Legend "M" en été. Avec son titre révélé plus tard comme étant Metal Galaxy, c'est le premier album du groupe à ne pas présenter le membre original Yuimetal qui a quitté le groupe le 19 octobre 2018 en raison de problèmes de santé.

## Composition
Le groupe a décrit le thème de l'album comme « une odyssée vers la galaxie du métal ». Su-metal a déclarée que l'album est comme « un coffre à jouets, avec un mélange différent de chansons ». La chanteuse a même expliquée que, alors que Babymetal et Metal Resistance « avaient des sons sympas dans les chansons », Metal Galaxy contient un « nouveau genre de metal kawaii », et intègre le son de différents pays dans lesquels le groupe a tourné depuis la sortie de Metal Resistance, reflétant les « différents voyages » effectués lors des années précédentes.
Moametal a déclarée qu'elle voulait « créer Babymetal à l'image de la diversité culturelle que l'on retrouve dans le monde de la musique », Metal Galaxy étant une « vanité d'explorer cette idée ». Le morceau d'ouverture Future Metal comprend une narration robotique déclarant : « Ce n'est pas du heavy metal, bienvenue dans le monde de Babymetal » avec une « rafale électronique » suivante, Elevator Girl possède des éléments de « jazz languissant », Shanti Shanti Shanti est composé d'une instrumentation indienne et Night Night Burn! contient des éléments de musique latine. De plus, les chansons Starlight, Shine et Arkadia étaient appelées « une trilogie de lumières ».
L'album comprend également des musiciens invités dont le chanteur de Sabaton, Joakim Brodén sur le morceau Oh! Majinai, Alissa White-Gluz, membre d'Arch Enemy et le rappeur thaïlandais F. Hero sur Pa Pa Ya!!. De plus, Da Da Dance présente le guitariste de B'z, Tak Matsumoto et Brand New Day présente les guitaristes de Polyphia, Tim Henson et Scott LePage.
Selon Moametal, l'écriture des chansons pour Metal Galaxy a commencé lorsque le groupe a réuni des auteurs-compositeurs pour discuter des sonorités présentes dans l'album. Les styles musicaux comprenaient des rythmes cubains, de la musique tribale sud-américaine et du métal scandinave.
L'écriture de Night Night Burn! aurait commencé six ans auparavant, en même temps que la production de la chanson Megitsune.

## Singles
Le premier single sorti de l'album Distortion est sorti en single numérique le 8 mai 2018, juste avant la quatrième tournée mondiale du groupe, le Babymetal World Tour 2018. Un clip vidéo sorti le même jour ne présentait aucun des membres du groupe de Babymetal, mais plutôt les Chosen Seven de l'époque. La chanson s'est classée numéro deux du classement Billboard World Digital Singles. La chanson a eu droit à une sortie LP en édition limitée le 23 novembre 2018. La version en album présente Alissa White-Gluz du groupe Arch Enemy.
Starlight est sorti sur les plateformes numériques en tant que deuxième single de l'album le 19 octobre 2018, avant l'étape japonaise du Babymetal World Tour 2018, et coïncidant avec le départ officiel de Yuimetal; un clip vidéo est sorti le même jour. La chanson a réussi à atteindre la deuxième place du classement Billboard World Digital Singles.
Pa Pa Ya!! est sorti en tant que quatrième single de l'album le 28 juin 2019, juste avant le premier concert Babymetal Awakens: The Sun Also Rises. Une performance live de la chanson est sortie sous forme de clip vidéo le 1er juillet 2019,.
Le 27 septembre 2019, Babymetal a sorti un clip pour la chanson Shanti Shanti Shanti sur YouTube, après avoir été publié sur les plateformes numériques en tant que single promotionnel pour l'album le même jour (basé sur le fuseau horaire).
Le 9 octobre 2020, Babymetal a mis en ligne un clip vidéo pour BxMxC sur YouTube, a sorti la chanson dans le monde entier sous forme de single numérique et a annoncé une sortie le 9 décembre 2020 pour un vinyle japonais en édition limitée couplé à une performance live de le morceau à l'émission "Legend – Metal Galaxy".

## Réception critique
Metal Galaxy a reçu des critiques généralement positives de la part des critiques de musique, la plupart louant « l'instrumentation et la diversité de la musique ». Chez Metacritic, qui attribue une note normalisée sur 100 aux critiques des publications grand public, l'album a reçu une note moyenne de 69, ce qui indique des "critiques généralement favorables", sur la base de 10 critiques.

## Liste des pistes
| 1.    | Future Metal                                          | 2:05 |
| 2.    | Da Da Dance (featuring Tak Matsumoto)                 | 3:50 |
| 3.    | Elevator Girl (English Version)                       | 2:45 |
| 4.    | Shanti Shanti Shanti                                  | 3:10 |
| 5.    | Oh! Majinai (featuring Joakim Brodén)                 | 3:12 |
| 6.    | Brand New Day (featuring Tim Henson and Scott LePage) | 4:08 |
| 7.    | Night Night Burn!                                     | 3:40 |
| 8.    | In The Name Of                                        | 4:30 |
| 9.    | Distortion (featuring Alissa White-Gluz)              | 3:04 |
| 10.   | Pa Pa Ya!! (featuring F.Hero)                         | 3:55 |
| 11.   | Kagerou                                               | 3:30 |
| 12.   | Starlight                                             | 3:37 |
| 13.   | Shine                                                 | 5:52 |
| 14.   | Arkadia                                               | 5:18 |
| 26:04 |                                                       |      |

## Compositeurs
- Suzuka Nakamoto – Chant principal
- Moa Kikuchi - Chœurs

Musiciens additionnels
- Tak Matsumoto - guitare sur Da Da Dance
- Joakim Brodén - chant sur Oh! Majinai
- Tim Henson, Scott LePage - guitare sur Brand New Day
- Alissa White-Gluz - chant sur Distortion
- F. Hero - chant sur Pa Pa Ya!!

Production
- Kobamétal – production
- Watametal – enregistrement
- Mar Madsen – mixage
- Nick Sampson – mixage
- Yuppemetal – mélange
- Jens Bogren – mixage
- Tucky-métal (Tucky's Mastering) - mastering